# Sfekologia
Sfekologia – dział entomologii, zajmuje się badaniem os – nadrodziną owadów błonkoskrzydłych należących do podrzędu trzonkówek.
Sfekologia zajmuje się badaniem zarówno biologii, jak i ekologii os. Jako że wiele os to owady społeczne, sfekologia w wielu aspektach pokrywa się z socjobiologią.
Zainteresowanie sfekologią wzrosło w ostatnim czasie ze względu na częstą obecność os w miastach.